# Johann Friedrich Christian Werneburg
Johann Friedrich Christian Werneburg (* 1. September 1777 in Eisenach; † 21. November 1851 in Jena) war ein deutscher Mathematiker und Physiker. Ferner lieferte er Beiträge zur Musiktheorie.

## Leben
Nach einer Kaufmannslehre studierte Werneburg Mathematik an den Universitäten Jena und Leipzig und promovierte 1799 zum Doktor der Philosophie mit einer Dissertation über das Duodezimalsystem.
Zwischen 1803 und 1805 lehrte er als Privatdozent für Mathematik an der Universität Göttingen. Von Ende 1808 bis Mitte 1812 gab er Mathematikunterricht am Weimarer Pageninstitut und darauffolgend bis 1814 am Gymnasium in Eisenach. 1818 erhielt er eine außerordentliche Professur für Mathematik an der Universität Jena. 1828 wurde er in die Deutsche Akademie der Naturforscher Leopoldina aufgenommen.
Werneburg war ein Gesprächs- und Briefpartner Goethes.

## Ausgewählte Schriften
- Kurze Darstellung eines neuen Zahlen- und darnach angegebenen Maaß- Gewicht- und Münz-Systems. 1798. doi:10.3931/e-rara-5353
- Beweiß, daß das Taun-Zahlen-System (Zwölf-Zahlen-System) auch Grad- Zeit- Maß- Gewicht- und Münz-System das einzig vollkommene ist, daß mithin das Zehn-Zahlen-System (die Dekadik) und alle andere mögliche Zahlen- auch Grad- Zeit- Maß- Gewicht- und Münz-Systeme unvollkommener sind, und daß es nur allein den Namen Teliosadik verdient. Denkenden Menschen geweihet. Verlagshandlung für die neueste Litteratur, [Erfurt] 1800. urn:nbn:de:bvb:12-bsb10083084-7
- Allgemeine neue, viel einfachere MusikSchule für jeden Dilettanten und Musiker. Mit einer Vorrede von J. J. Rousseau.[A 2] Steudel, Gotha 1812. urn:nbn:de:bvb:12-bsb10527833-1
- Merkwürdige Phänomene an und durch verschiedene Prismen. Zur richtigen Würdigung der Newton’schen und der von Göthe’schen Farbenlehre. Schrag, Nürnberg 1817. urn:nbn:de:bvb:12-bsb10058854-2